# Kader Aoun
Pour les articles homonymes, voir Aoun.
 (novembre 2016).
Abd-el-Kader Aoun, dit Kader Aoun ou encore Abdel-Kader, né en 1971 à Montfermeil (Seine-Saint-Denis), est un scénariste, metteur en scène et producteur de cinéma français.

## Biographie

### Enfance, formation et débuts
Cadet d'une famille d'origine algérienne de huit enfants, Kader Aoun grandit à la Cité de l'Abreuvoir à Bobigny, en Seine-Saint-Denis.
Après des études d’ingénieur en sciences de l'information, il entame, en juin 1997, une carrière d'auteur pour Canal+, d'abord pour Le Vrai Journal de Karl Zéro, puis pour l’éditorial quotidien de l'émission Nulle part ailleurs, et occasionnellement pour Les Guignols de l'info.
Il est diplômé de l'Institut d'études politiques de Paris en 1997 (section Communication et ressources humaines).

### Auteur/producteur à succès sur Canal + (années 2000)
En 1999, après avoir écrit pendant deux saisons pour plusieurs figures de l'antenne de Canal+ (Bruno Gaccio, Karl Zéro, etc.), Kader Aoun décide de créer la série télé H, en collaboration avec son complice Xavier Matthieu. C'est Kader Aoun qui constitue alors le casting de la série en réunissant Éric et Ramzy et Jamel Debbouze. Kader Aoun a assuré la direction d'écriture de la première saison de H. C'est également lui qui a constitué l'équipe d'auteurs qui fera le succès de la série, avec des plumes devenues par la suite célèbres, comme Bénabar, Éric Lavaine, Alexandre Pesle, ou Jean-Paul Bathany.
En septembre 2001, en collaboration avec Alain Chabat, il lance le jeu Burger Quiz, une parodie de jeu télé qui a immédiatement rencontré un énorme succès[réf. nécessaire].
C'est également Kader Aoun qui lance le duo comique Omar et Fred en créant Le Visiophon sur Canal +, programme qui deviendra plus tard le Service après-vente des émissions. Il collabore aussi avec un autre tandem comique, Éric et Ramzy, en participant au scénario de leur premier film, La Tour Montparnasse infernale. Il signe aussi parallèlement Camping Sauvage, court-métrage qui lui a valu une nomination aux Césars 2000
En 2001, avec le soutien d'Alain De Greef, et de Nicolas Plisson, Kader Aoun monte une structure de recherche et de développement de talents baptisée Canal + ID. Cette structure avait pour vocation de nourrir les émissions de Canal + de nouveaux talents. C'est dans ce cadre que Kader Aoun a alors repéré, embauché, puis formé avec des auteurs tels que Stéphane Ribeiro, Philippe Mechelen, Julien Hervé, Ahmed Hamidi ou Lionel Dutemple. Ces quatre derniers étant devenus par la suite les auteurs des Guignols de l'info pendant plus de dix ans.
À l'été 2006, Kader Aoun crée le Jamel Comedy Club, présenté par Jamel Debbouze, tremplin pour les jeunes humoristes. C'est dans le cadre de ce programme que Kader Aoun a repéré, puis mis au grand jour des talents tels que Fabrice Éboué, Thomas N'Gijol ou encore Blanche Gardin. Avec cette émission, Kader Aoun permet de faire émerger toute une nouvelle génération de la scène comique hexagonale.[réf. nécessaire]
Après avoir produit les trois premières saisons du Jamel Comedy Club, Kader Aoun décide de mettre un terme à sa collaboration avec Jamel Debbouze

### Auteur/producteur indépendant (années 2010)
En 2009, il fonde sa propre maison de production, à travers laquelle il produit notamment pour M6 la série La Pire Semaine de ma vie  ainsi que le téléfilm À la maison pour Noël pour France 2. En 2013, il devient l'unique actionnaire de cette société de production qu'il rebaptise « Kader Aoun Productions ».
Parallèlement à ses activités de producteur et de scénariste, Kader Aoun collabore en qualité d'auteur avec Thierry Ardisson depuis 2002, d'abord sur Tout le monde en parle, puis sur Salut les terriens.
Toujours avec Thierry Ardisson, Kader Aoun crée les formats des émissions Fête Foraine et Les Concerts Sauvages diffusées sur France 4.
En 2013, il initie la série policière Les Limiers sur France 2, série dont les droits ont été acquis par CBS en vue d'une prochaine adaptation aux États-Unis, sous le titre Bloodhounds. Le développement n'aboutira cependant pas.
Du côté du spectacle vivant, Kader Aoun co-écrit et met en scène de très nombreux spectacles, tels que ceux de Fary,, Norman Thavaud, Mathieu Madénian, Fabrice Eboué, Hakim Jemili,Tomer Sisley, Tom Villa, Thomas VDB ou encore Agnès Hurstel.
En mars 2018, son nom est évoqué dans un reportage d'Envoyé Spécial au sujet du plagiat par des artistes français, notamment de Tomer Sisley (dont il a été le co-auteur jusqu'en 2006), de comédiens de stand-up américains. Les accusations contenues dans ce reportage ont été formellement démenties par Tomer Sisley qui a alors publiquement mis Kader Aoun hors de cause en déclarant être le seul responsable des faits qui lui étaient reprochés.
En mai 2018, Kader Aoun crée au théâtre du Rond-Point, « Parlez-vous Stand-up ? », le premier festival français entièrement consacré à l'art du Stand-up. À l'occasion de ce festival, Kader Aoun fait à nouveau découvrir toute une génération émergente de comiques, parmi lesquels on peut citer Djimo, Roman Frayssinet, Marina Rollman ou Tania Dutel.[réf. nécessaire]
Depuis 2015, il co-écrit également quelques vidéos avec Norman Thavaud, dont notamment "Les séries", "Ma tournée","Le confinement", et "Le déconfinement", ou encore "Friend Zone".
Depuis 2019, il produit pour France 2 Génération Paname, une série d'émissions qui met la lumière sur la nouvelle génération d'humoristes formés au Paname. On y retrouve notamment Norman Thavaud, Paul Mirabel, Djimo, Alexis Le Rossignol, et AZ
En avril 2021, Kader Aoun produit pour TF1 un nouveau téléfilm intitulé "Le Furet".
À la suite de la plainte de Bruno Gaccio contre Yassine Belattar pour menaces de mort et de crimes, Kader Aoun se constitue partie civile avec d'autres personnalités du monde du spectacle. En septembre 2023, le tribunal correctionnel de Paris condamne Yassine Belattar à quatre mois d’emprisonnement avec sursis. La justice estime que les faits de menaces de mort et de crimes à l’encontre de Kader Aoun sont « établis et objectivés » par les enregistrements de plusieurs appels téléphoniques. La peine de quatre mois de prison avec sursis de l'humoriste est assortie d’une obligation de soins et d’une interdiction de rencontrer les victimes,.

## Œuvre

### Auteur et scénariste à la télévision
- 1998 : Nulle part ailleurs, auteur.
- 1998 : H, créateur.
- 2000 : Le Visiophon, d'Omar et Fred, créateur.
- 2001 : Burger Quiz, créateur.
- 2001-2004: Tout le monde en parle présenté par Thierry Ardisson
- 2004 : Fête Foraine, présentée par Frédéric Taddeï, co-créateur.
- 2005 : Les Concerts sauvages, créateur.
- 2006 : Le Grand Journal, auteur.
- 2010 : La Pire Semaine de ma vie.
- 2011 : À la maison pour Noël.
- 2011 : Salut les Terriens, auteur.
- 2012 : Happy Hour, auteur.
- 2012 : Les Limiers (sur une idée de).
- 2019 : Génération Paname metteur en scène, producteur.
- 2021 : Le Paname Comedy Club metteur en scène, producteur.

### Stand up / Théâtre
- 1999 : Jamel en Scène, coauteur et metteur en scène.
- 2003 : Jamel 100 % Debbouze, coauteur et metteur en scène.
- 2006 : Tomer Sisley, Stand Up, coauteur et metteur en scène.
- 2006 : Jamel Comedy Club, créateur
- 2006 : Fabrice Eboué, Allelouia, coauteur et metteur en scène.
- 2007 : Le Jamel Comedy Club envahit le Casino de Paris, coauteur et metteur en scène.
- 2007 : Black Panther Comedy[27], coauteur et metteur en scène .
- 2009 : Mathieu Madénian, L'Homme le plus drôle du XIe arrondissement, coauteur et metteur en scène.
- 2013 : Thomas VDB chante Daft Punk, co-auteur et metteur en scène.
- 2014 : Norman sur scène, co-auteur metteur en scène
- 2015 : Fary Is The New Black, co-auteur metteur en scène
- 2015 : Mathieu Madénian, Etat d'Urgence, co-auteur metteur en scène
- 2016 : Thomas VDB, Bon Chien Chien, co-auteur metteur en scène
- 2017 : Rions un peu en attendant Marine
- 2017 : La Revue Kamikaze[28], metteur en scène
- 2018 : Carte Blanche à Kader AOUN et ses Stand-uppers[29], co-auteur metteur en scène.
- 2018 : Avec ma Bouche d'Agnès Hurstel, metteur en scène.
- 2019 : Fary , Hexagone, co-auteur metteur en scène
- 2019 : Mathieu Madénian, Un Spectacle Familial, co-auteur metteur en scène
- 2019 : Norman, le Spectacle de la Maturité, co-auteur metteur en scène
- 2020 : Hakim Jemili, Super, co-auteur metteur en scène

### Cinéma
- 1998 : Camping sauvage (court métrage) de lui-même et Giordano Gederlini, nommé au César du meilleur court métrage en 2000
- 2000 : La Tour Montparnasse infernale de Charles Nemes

## Producteur
- 1999 : Jamel en scène
- 2001-2002 : Burger Quiz présenté par Alain Chabat
- 2004 : Jamel 100 % Debbouze
- 2006 : Jamel Comedy Club présenté par Jamel Debbouze
- 2007 : Salut les Terriens
- 2007 : Le Jamel Comedy Club envahit le Casino de Paris
- 2009 : Tongs et paréo
- 2010 : La Pire Semaine de ma vie
- 2011 : À la maison pour Noël
- 2013 : L'Art d'être rigolo
- 2015 : Mathieu Madénian au Palace
- 2016 : Norman sur scène
- 2016 : Thomas VDB, Bon Chien Chien
- 2016 : Céline Lefèvre, Ma Class' Hip-Hop [30].
- 2017 : Mathieu Madénian, Etat d'Urgence
- 2018 : Abdelkader Secteur "Nouveau Spectacle"
- 2019 : Abdelkader Secteur Salam Aleïkum
- 2019 : Fadily Camara, Plus drôle que la plus drôle de tes copines
- 2019 : Mathieu Madénian, Un Spectacle Familial
- 2019 : Norman, le Spectacle de la Maturité
- 2019-2024 : Génération Paname
- 2020 : Le Furet
- 2020 : Hakim Jemili, Super
- 2021 : Abdelkader Secteur "Marhaba"
- 2021-2023 : Le Paname Comedy Club